# Fromberg
Fromberg – miasto w Stanach Zjednoczonych, w stanie Montana, w hrabstwie Carbon.